# Långör - Östra Sundskär
Långör - Östra Sundskär este o arie protejată (arie specială de conservare — SAC, sit de importanță comunitară — SCI, arie de protecție specială avifaunistică — SPA) din Finlanda întinsă pe o suprafață de 1.653,26 ha, integral pe uscat.

## Localizare
Centrul sitului Långör - Östra Sundskär este situat la coordonatele 59°56′11″N 20°05′49″E / 59.936389°N 20.096944°E.

## Înființare
Situl Långör - Östra Sundskär a fost declarat arie de protecție specială avifaunistică în august 1998 pentru a proteja 1 specie de animale. Alte tipuri de protecție:
- sit de importanță comunitară (în septembrie 1998)
- arie specială de conservare (în decembrie 2015)[1][3][4]

## Biodiversitate
Situată în ecoregiunea boreală, aria protejată conține 1 habitat natural: Insulițe și insule mici din Baltica boreală.
La baza desemnării sitului se află o specie protejată de  păsări: Sterna paradisaea.
Pe lângă speciile protejate, pe teritoriul sitului au mai fost identificate 1 specie de păsări.